# Zbigniew Spruch

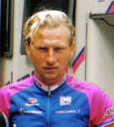

Zbigniew Spruch (né le 13 décembre 1965 à Kożuchów, une ville de la voïvodie de Lubusz) est un ancien cycliste polonais. Il a notamment été membre des équipes italiennes Lampre (1992-1995 et 1999-2003) et Mapei (1997-1998) et pris la seconde place du championnat du monde sur route 2000 à Plouay derrière le Letton Romāns Vainšteins.

## Biographie

### 1988-1991: Carrière amateur
Lors de ces années amateur en Pologne, Spruch gagne plusieurs courses en Europe de l'Est comme des étapes de la Course de la Paix en 1988 et 1989 ou du Tour de Pologne en 1989 et 1991.

### 1992-1996: Débuts à la Lampre
Zbigniew Spruch passe professionnel tardivement en 1992 dans l'équipe italienne Lampre à l'âge de 26 ans. Lors de ses deux premières saisons, il ne réalise pas de résultats probants malgré une quinzième place sur Tirreno-Adriatico pendant sa première saison.
En 1993, il participe à son premier grand tour avec une présence sur le Tour d'Espagne où il prend une 44e place au classement général et également une cinquième place au classement par points. En juillet, il prend part au Tour de France pour travailler pour le sprinteur Ouzbek Djamolidine Abdoujaparov mais abandonne lors de la 10e étape arrivant à Serre Chevalier.
Lors de la saison 1994, il prend la seconde place du Trophée Pantalica et surtout la troisième place de Paris-Tours au sprint derrière l'Allemand Erik Zabel (Telekom) et son ancien coéquipier italien Gianluca Bortolami (Mapei). Il réalise également une bonne campagne de classiques de printemps avec une 14e place sur Milan-San Remo, une quinzième sur le Tour des Flandres et une sixième sur Gand-Wevelgem.
La saison 1995 voit Spruch remporter ses premières victoires professionnelles avec la première étape du Grand Prix du Midi libre et surtout son tour national, le Tour de Pologne (avec la cinquième étape) devant l'Italien Fabrizio Guidi et le triple vainqueur de l'épreuve Dariusz Baranowski.
En 1996, membre de l'équipe Panaria (nouveau nom de l'équipe Lampre pour la saison 1996), il ne gagne pas de nouvelles victoires pendant la saison mais fait son retour sur les Grands Tours en participant au Tour d'Italie en mai au service dans la plaine de son leader russe Pavel Tonkov qui remporte à Milan son premier Tour d'Italie. À la fin des trois semaines il occupe la 47e place. En juillet, il prend part au Tour de France mais abandonne lors de la 11e étape arrivant à Valence. À la fin du même mois, il participe à la course en ligne des Jeux olympiques à Atlanta aux États-Unis sous les couleurs de la Pologne qu'il termine neuvième à 1 min 28 s du vainqueur, le Suisse Pascal Richard.

### 1997-1998: Passage à la Mapei
Spruch signe pour la saison 1997 dans l'équipe italienne Mapei avec plusieurs autres membres de son ancienne équipe comme le Russe Pavel Tonkov, le Tchèque Ján Svorada ou encore le Suisse Oscar Camenzind. Son début de saison est bon avec une deuxième place sur l'Étoile de Bessèges mais ne réalise pas d'autres résultats au cours de la saison. Il participe au Tour d'Italie qu'il termine à la 100e place.
Il regagne à nouveau en 1998 avec la première étape du Tour de Pologne et la cinquième étape de la Semaine bergamasque.

### 1999-2003: Retour à Lampre, apothéose et fin de carrière
Il signe dans la nouvelle structure Lampre-Daikin pour la saison 1999. Il réalise une très bonne saison sur les classiques avec une seconde place sur la semi-classique belge Gand-Wevelgem derrière Tom Steels, une troisième place sur Milan-San Remo derrière le Belge Andreï Tchmil et l'Allemand Erik Zabel, toutes deux acquises au sprint, et une cinquième place sur le Tour des Flandres. Il participe en juillet au Tour de France qu'il ne termine pas, ne prenant pas le départ de la 10e étape.
Sa saison 2000 est sa meilleure en termes de résultats. Il commence sa belle saison sur les classiques d'un jour avec une quatrième place au sprint sur Milan-San Remo avant une neuvième place sur le Tour des Flandres dans le même temps que le second, l'Italien Dario Pieri. Il continue son très bon début de saison avec un troisième top dix sur une classique de Coupe du Monde avec une huitième sur l'Amstel Gold Race dans le même temps qu'Erik Zabel. Son meilleur résultat intervient lors du  championnat du monde sur route à Plouay en France. Début septembre, il participe à la course en ligne des Jeux olympiques à Sydney en Australie, course qu'il termine en vigntième place à 1 min 38 s du vainqueur l'Allemand Jan Ullrich. Il prend ensuite à la fin du mois la seconde place de la course en ligne derrière le Letton Romāns Vainšteins au sprint et devant le champion du monde en titre espagnol Óscar Freire. Un dernier top dix sur une course majeure (septième de Paris-Tours) lui permet de prendre une belle neuvième place au classement général de la Coupe du monde. À la fin de la saison, il obtient son meilleur classement UCI avec une 38e place.
2003 est sa dernière année professionnelle et il prend sa retraite à l'issue de la saison, à 38 ans. Cette dernière saison ne lui permet pas de faire de résultats significatifs.

### L'après-carrière
Après avoir pris sa retraite sportive à la fin de l'année 2003, Spruch devient directeur sportif. Il dirige notamment l'équipe polonaise Utensilnord.

## Palmarès

### Palmarès amateur
| - 1987 - Champion de Pologne de course aux points - 1988 - 3e étape de la Course de la Paix - 2e étape du Tour de Basse-Saxe - 1989 - 3e et 5e étapes du Tour de Pologne - 2e et 4e étapes du Tour de Basse-Saxe - 2e étape de la Course de la Paix - 3e du championnat de Pologne de course aux points | - 1990 - 7e étape du Tour de Cuba - 1991 - 2e, 3e et 4e étape du Tour de Pologne - 3e du Tour de Rhénanie-Palatinat |  |

### Palmarès professionnel
| - 1994 - 2e du Trophée Pantalica - 3e de Paris-Tours - 1995 - Tour de Pologne : - Classement général - 2e étape - 1re étape du Grand Prix du Midi libre - 1996 - 9e de la course en ligne aux Jeux olympiques - 1997 - 2e de l'Étoile de Bessèges - 1998 - 5e étape de la Semaine bergamasque - 1re étape du Tour de Pologne - 5e de Tirreno-Adriatico | - 1999 - 2e de Gand-Wevelgem - 3e de Milan-San Remo - 5e du Tour des Flandres - 2000 - Médaillé d'argent du championnat du monde sur route - 4e de Milan-San Remo - 7e de Paris-Tours - 8e de l'Amstel Gold Race - 9e du Tour des Flandres - 9e de la Coupe du monde - 2001 - 10e de Paris-Tours |  |

## Résultats sur les grands tours

### Tour de France
3 participations
- 1993 : abandon (10e étape)
- 1996 : abandon (11e étape)
- 1999 : non-partant (10e étape)

### Tour d'Italie
6 participations
- 1992 : 47e
- 1994 : 66e
- 1995 : abandon
- 1996 : 47e
- 1997 : 100e
- 1998 : 72e

### Tour d'Espagne
3 participations
- 1993 : 46e
- 1999 : abandon (12e étape)
- 2002 : 130e

## Classements mondiaux
Zbigniew Spruch a fait l'essentiel de sa carrière alors que le classement UCI était le classement de référence de la hiérarchie mondiale.
Spruch a été classé au mieux 38e au classement UCI en 2000.
| Année          | 1992 | 1993 | 1994 | 1995 | 1996 | 1997 | 1998 | 1999 | 2000 | 2001 | 2002 | 2003  |
| Classement UCI | ?    | ?    | ?    | 97e  | 197e | 310e | 153e | 70e  | 38e  | 597e | 573e | 1380e |